# Bîc
Der etwa 155 km lange Bîc (deutsch Bic/Bik; rumänisch Bâc; auch Byk genannt) ist ein rechter Nebenfluss des Dnister in der Republik Moldau.
Er entspringt südöstlich der Ortschaft Cornești, fließt unter anderem durch die Hauptstadt Chișinău und mündet nördlich der Stadt Tighina in den Dnister. Der Bîc erschließt neben Chișinău auch die größeren Ortschaften Călărași, Strășeni, Sîngera und Anenii Noi.